# پل کروچه
پل کروچه (فرانسوی: Paul Crauchet‎؛ ۱۴ ژوئیهٔ ۱۹۲۰ – ۱۹ دسامبر ۲۰۱۲) یک هنرپیشه اهل فرانسه بود.
از فیلم‌ها یا برنامه‌های تلویزیونی که وی در آن نقش داشته است می‌توان به ماجراجویان، ارتش سایه‌ها، علف‌های وحشی، دایره سرخ، پروانه روی شانه، ماجرای داستان عشق، بلفگور یا شبح موزه لوور و استخر اشاره کرد.